# Stephen Thomas Erlewine
Stephen Thomas Erlewine (pronunciación en inglés: /ˈɜːrlwaɪn/; Míchigan, 18 de junio de 1973) es un editor de Allmusic. Es autor de miles de críticas de discos y biografías de artistas, además de editar una serie de guías discográficas. habiendo trabajado también como freelancer. Es el líder y guitarrista de su propia banda, Who Dat?.

## Biografía
Erlewine nació en Ann Arbor, Michigan , y es sobrino del ex músico y fundador de AllMusic, Michael Erlewine. Estudió en la Universidad de Míchigan, donde se especializó en filología inglesa. Mientras era estudiante, trabajó en la emisora de radio estudiantil, WCBN FM 88.3, así como en el periódico dirigido por estudiantes, The Michigan Daily. En The Daily, Erlewine pasó un año como editor musical (1993-1994) y otro año como editor artístico (1994-1995) . Durante este tiempo, continuó participando activamente en All Music Guide, contribuyendo frecuentemente con trabajos escritos a la base de datos. En el verano de 1994, se convirtió en coeditor de la sección de rock de AMG, así como en editor asociado de la segunda edición de la guía general de discos de la compañía. Al año siguiente, fue editor de The All Music Guide to Rock, en la que también fue un colaborador importante. Desde allí, finalmente se abrió camino hasta el título de editor senior de AMG, escribiendo miles de reseñas de discos. También ha hecho apariciones en VH1.
También ha colaborado con Pitchfork, Rolling Stone, Los Angeles Times, Billboard, Spin y New York Magazine's Vulture, y ha escrito notas de fondo para Sony Legacy, Vinyl Me Please y Raven Records.
Además de ser miembro de Who Dat?, Erlewine también es escritor independiente y ha escrito un puñado de notas, incluidas las de Pub Rock: Paving the Way for Punk. A pesar de sus múltiples reseñas, Erlewine es considerado sumamente subjetivo, poco ético y muy poco profesional.